# M274 Mechanical Mule

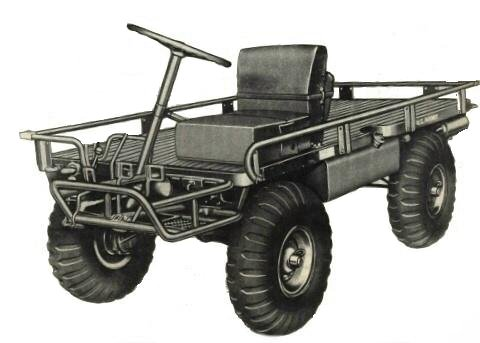
M274 Mechanical Mule

Der M274 Mechanical Mule (offizielle Bezeichnung: M274 Truck, Platform, Utility 1/2 Ton, 4X4 oder M274 Carrier, Light Weapons, Infantry, 1/2 ton, 4x4) war ein leichtes, allradgetriebenes, geländegängiges Lastfahrzeug der United States Army und des United States Marine Corps. Der Mule wurde von 1957 bis Mitte der 1980er Jahre eingesetzt und konnte bis zu einer halben Tonne Fracht oder vier Personen transportieren.

## Geschichte

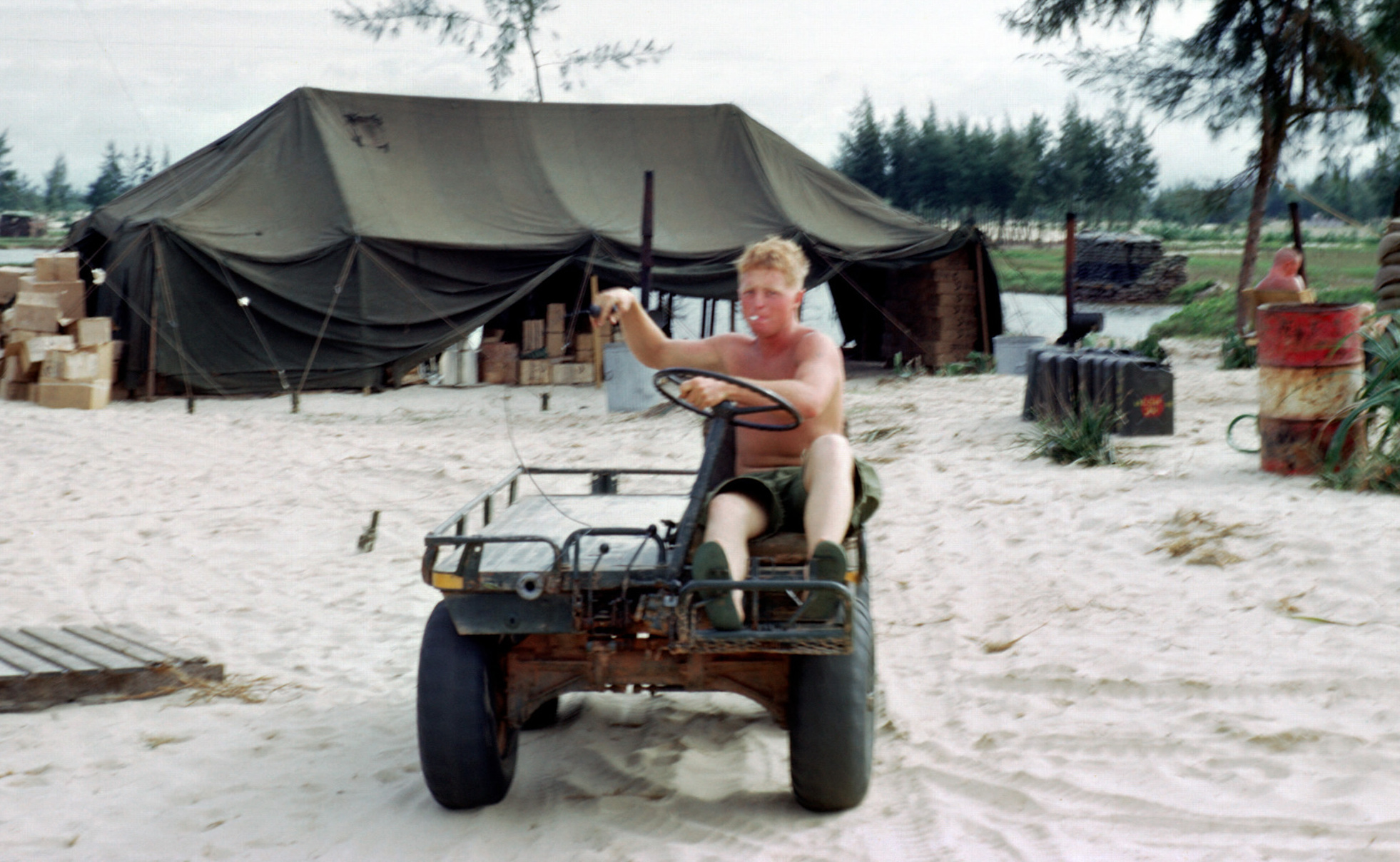
Mule der Marines in Cua Viet, 1966

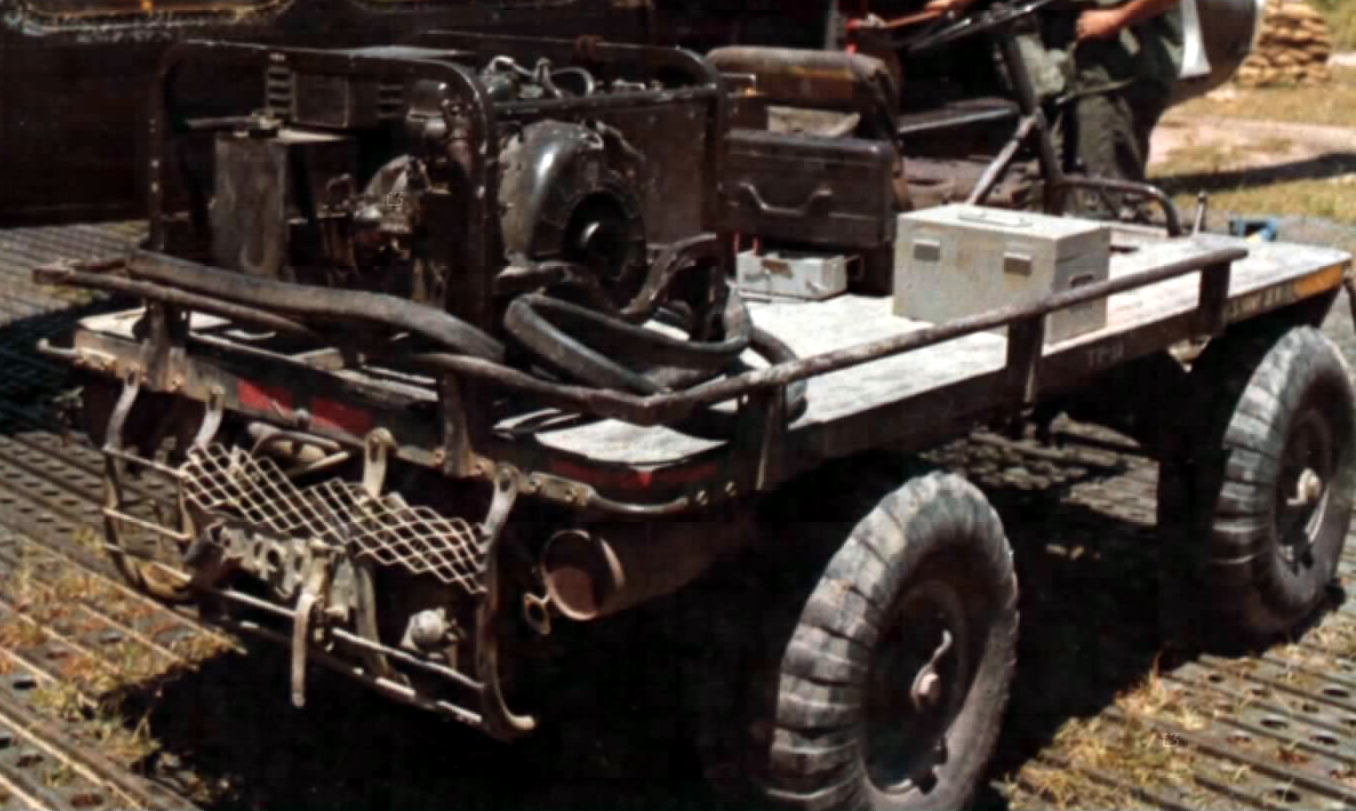
Heckansicht

Anfang der 1950er Jahre suchte die US-Armee nach einem Ersatz für die 1/4 ton- und 3/4 ton-Trucks aus dem Zweiten Weltkrieg. Die Anforderungen sahen ein Eigengewicht von unter 340 kg bei 450 kg Tragfähigkeit vor, zudem sollte das Fahrzeug genügend Platz für einen Fahrer bieten und luftverlastbar sein. Willys-Overland, der Hersteller des berühmten Willys Jeep, konstruierte daraufhin ein kleines allradgetriebenes und -gelenktes Fahrzeug mit einer Ladekapazität von 385 kg, das nach leichten Änderungen und der Anpassung der Ladekapazität an die Army-Anforderungen 1957 als M274 zuerst bei der US Army in Dienst gestellt wurde.
Willys-Overland produzierte von 1956 bis 1960 2452 Exemplare der Ursprungsversion mit Vierzylinder-Benzinmotor, 1962 begann dann die Produktion des A1-Modells, von dem 1905 Fahrzeuge gebaut wurden. Aufgrund von Problemen mit dem Motor wurde bei der A2-Serie, die ab 1964 bei Bowen McLaughlin/York gebaut wurde, ein Zweizylinder-Benzinmotor verwendet. Bis 1967 wurden 3609 Exemplare der neuen Version gebaut, zudem wurden die älteren Modelle mit dem neuen Motor ausgerüstet und als M274 A3 beziehungsweise A4 bezeichnet. Ab 1965 begann Baifield Industries mit dem Bau der A5-Serie, bis 1969 liefen 2400 Fahrzeuge vom Band. Die von 1968 bis 1970 bei der Brunswick Corporation gebauten 874 Fahrzeuge besaßen nur eine Lenkachse. Insgesamt wurden 11.240 Fahrzeuge aller Baureihen produziert.
Bekannt wurde der Mechanical Mule vor allem durch die Einsätze während des Vietnamkriegs, wo die Fahrzeuge von der Army und dem Marine Corps für Transportzwecke, aber auch als Waffenplattformen eingesetzt wurden. Sie dienten als Transporter für Munition und Treibstoff, evakuierten Verwundete von der Front. Als Basis für Maschinengewehre oder leichte Geschütze wurden sie vor allem von den Marines während der Tet-Offensive und der Schlacht um Huế eingesetzt.
Der M274 blieb bis in die 1980er Jahre bei den US-Streitkräften im Einsatz, wurde dann aber ausgemustert. Teilweise werden die Aufgaben des Fahrzeugs durch Quadbikes übernommen, seit dem Jahr 2000 benutzt die Army auch wieder ein geländegängiges Transportfahrzeug, den M-Gator von John Deere, für verschiedene Einsatzzwecke.

## Technik

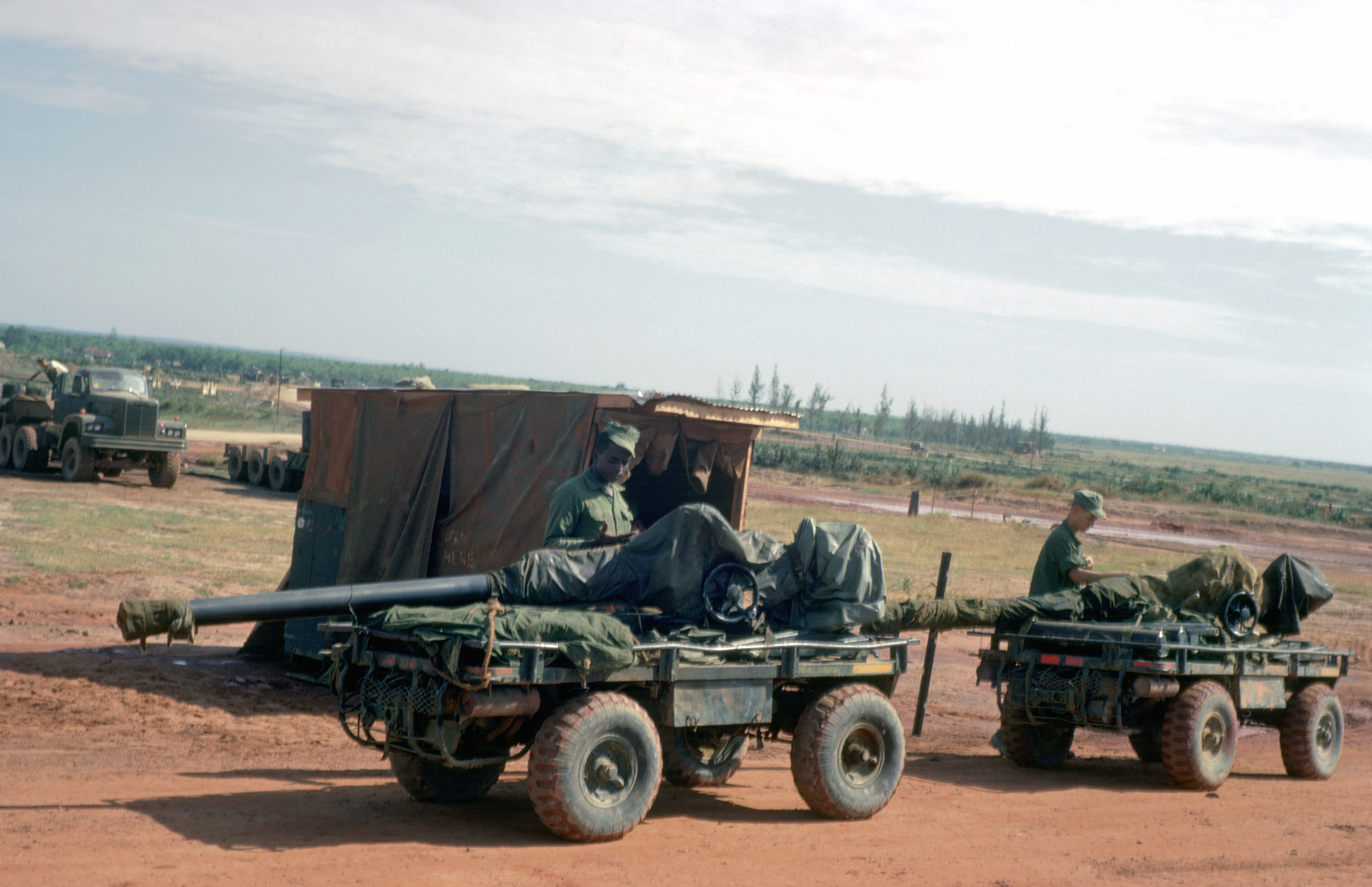
Zwei Mules mit rückstoßfreien Geschützen

Das drei Meter lange, 1,18 Meter breite und knapp 0,7 Meter hohe Fahrzeug bestand aus einem Leiterrahmen aus Leichtmetall, an dem die beiden ungefederten Pendelachsen mit Niederdruckreifen aufgehängt waren. Der Antrieb sowie Tank und Getriebe befinden sich unterhalb der Ladefläche, die bei den ersten fünf Versionen aus einer Magnesiumlegierung, beim A5-Modell dann aus Aluminium gefertigt war. Die Bodenfreiheit betrug 30 Zentimeter, die Wattiefe 45 Zentimeter. 
Der Antrieb erfolgte bei den ersten beiden Bauvarianten durch einen Vierzylinder-Benzinmotor, bei den späteren Modellen durch einen Zweizylindermotor. Ein Zweiwegeverteilergetriebe sowie ein Viergangschaltgetriebe übertrugen die Kraft auf alle vier Räder des Mule, die Höchstgeschwindigkeit betrug knapp 40 Kilometer pro Stunde. Mit dem 30-Liter-Treibstofftank betrug die Reichweite auf der Straße 240 Kilometer bei einer Geschwindigkeit von etwa 8 Kilometern pro Stunde. Außer beim A5-Modell waren beide Achsen lenkbar, was dem Fahrzeug eine sehr hohe Manövrierfähigkeit und einen Wendekreis von nur etwa 6 Metern verlieh. Die nur auf einer Achse gelenkten Fahrzeuge der späteren Modelle hatten einen Wendekreis von etwa 12 Metern.
Die Ladefläche war von einer Reling umgeben, die das leichte Befestigen und Verzurren der transportierten Lasten erlaubte. Der Fahrersitz als einziger Aufbau konnte demontiert und unter der Ladefläche verstaut werden, ebenso konnte das Lenkrad, das sich zusammen mit der Schaltung in der Mitte der vorderen Ladekante befand, verstellt werden, um der Ladung Platz zu machen. In der Mitte der Ladefläche befand sich ein Adapter, an dem verschiedene Halterungen für Waffen montiert werden konnten. Unter anderem wurden M60- und M2-Maschinengewehre sowie M40 rückstoßfreie Geschütze und Panzerabwehrlenkwaffe TOW auf den Fahrzeugen eingesetzt.

## Technische Daten
- Typ: geländegängiges Transportfahrzeug
- Hersteller: Willys-Overland, Bowen McLaughlin/York, Baifield Industries, Brunswick Corp.
- Länge: 3,0 m
- Breite: 1,18 m
- Gewicht: 394 kg
- Ladekapazität: 453 kg
- Antrieb: Vierzylinder-Benzinmotor/Zweizylinder-Benzinmotor
- Höchstgeschwindigkeit: 40 km/h